# Patrice Chéreau
Patrice Chéreau, född 2 november 1944 i Lézigné, Maine-et-Loire, död 7 oktober 2013 i Paris, var en fransk teater-, film- och operaregissör, film- och TV-producent samt skådespelare. Chéreau är bland annat känd genom sin och Pierre Boulez uppsättning 1976 av Wagners Nibelungens ring som sändes i många TV-nätverk vid firandet av 100-årsjubileet av Bayreuthfestspelen. Han fick Jurypriset vid filmfestivalen i Cannes 1994 för filmen Drottning Margot.
Chéreau avled 7 oktober 2013 till följd av lungcancer.

## Filmregi
- Gabrielle (2005)
- Son frère (2003) – vann Silverbjörnen för bästa regi (Filmfestivalen i Berlin)
- Intimacy (Intimité, 2001) – vann Guldbjörnen (Filmfestivalen i Berlin) för bästa film, Silverbjörnen för bästa kvinnliga skrådespelare (Kerry Fox)
- Ceux qui m'aiment prendront le train (1998)
- Dans la solitude des champs de coton (1996) (TV)
- Drottning Margot (La Reine Margot, 1994) – nominerad för Academy Award för kostymer
- Wozzeck (1994) (TV)
- Le Temps et la chambre (1992) (TV)
- Contre l'oubli (1991)
- Hôtel de France (1987)
- La Fausse suivante (1985) (TV)
- L'Homme blessé (1983)
- Judith Therpauve (1978)
- La Chair de l'orchidée (1975)

## Opera och teater
- Così fan tutte opera av Mozart (2005) (producent, Aix-en-Provenceoperafestival i Frankrike, TV)
- Phèdre Fedra (2003) (TV) (scenografi)
- Wozzeck opera av Alban Berg (1992) (TV) (regi)
- Villa mauresque (1992)
- Le Temps et la chambre (1992) (TV) (scenografi)
- Hamlet (1990) (TV) (scenografi)
- La Fausse suivante (1985) (TV) (scenografi)
- Lucio Silla opera av Mozart (1985) (TV) (regi)
- Peer Gynt (1981) (TV) (regi)
- Nibelungens ring opera tri-/tetralogi av Richard Wagner – vid 1976 Bayreuthfestspelen, med filmatiseringarna:
  - Rhenguldet (1980) (TV) (regi)
  - Valkyrian (1980) (TV) (regi)
  - Siegfried (opera) (1980) (TV) (regi)
  - Ragnarök (opera) (1980) (TV) (regi)
- Nibelungens ring (1980) TV-serien (regi)
- Lulu (opera) opera av Alban Berg (1979) (TV) (regi)
- Hoffmans äventyr opera av Jacques Offenbach (1978) (TV) (regi)

## Filmade biografier och "making of..." dokumentärer
- Freedom to speak (2004)
- Claude Berri, le dernier nabab (2003) (TV)
- Phèdre (2003) (TV) (okrediterad)
- Bleu, blanc, rose (2002) (TV)
- Patrice Chéreau, Pascal Greggory, une autre solitude (1995) (TV)
- Il était une fois dix neuf acteurs (1987) (TV)
- Chéreau - L'envers du théâtre (1986)